# (29323) 1994 PN19
A (29323) 1994 PN19 a Naprendszer kisbolygóövében található aszteroida. Eric Walter Elst fedezte fel 1994. augusztus 12-én.